# Euryapsida
Die Einteilung der Lebewesen in Systematiken ist kontinuierlicher Gegenstand der Forschung. So existieren neben- und nacheinander verschiedene systematische Klassifikationen. 
Das hier behandelte Taxon ist durch neue Forschungen obsolet geworden oder ist aus anderen Gründen nicht Teil der in der deutschsprachigen Wikipedia dargestellten Systematik.

Das Temporalfenster des euryapsiden Schädels wird von Parietale (p), Postorbitale (po) und Squamosum (sq) begrenzt.

Zum Vergleich: Der diapside Schädel hat zwei Temporalfenster

Die Euryapsiden (von altgr. εὐρύς (eurús, “breit”) und ἁψίς (apsis, „Bogen“, „Wölbung“)) sind ausgestorbene Meeresreptilien aus dem Mesozoikum, die einen diapsiden Schädel mit geschlossenen unterem Schädelfenster hatten. Dieser Schädeltyp wird "Euryapsider" Schädel genannt. Die meisten Euryapsiden waren Meeresreptilien, daher liegt der Schluss nahe, dass der Bau ihres Schädels mit ihrer Lebensweise zusammenhing.
Zu ihnen gehören die Ichthyosaurier, die Placodonten, die Nothosaurier und die Plesiosaurier. Die Euryapsiden sind ein paraphyletisches, heute nicht mehr gültiges Taxon. Das heißt, dass die Euryapsiden nicht alle Nachkommen der jüngsten gemeinsamen Stammform umfassen. Alle Euryapsiden starben während und am Ende der Kreidezeit aus.